# Боб Браяр
Роберт Натаніель Корі "Боб" Браяр (англ. Robert Nathaniel Corey "Bob" Bryar, 31 грудня 1979 — листопад 2024) — американський музикант, найбільш відомий як ударник рок-гурту My Chemical Romance (з 2004 до 2010 року). Зокрема, він був його останнім офіційним ударником.
Браяр замінив попереднього барабанщика гурту Метта Пелісьє незадовго після релізу їхнього другого альбому "Three Cheers for Sweet Revenge" у 2004. Він грав на всіх наступних релізах у підтримку цього альбому, а також комерційно успішного концептуального альбому "The Black Parade" (2006). Він продовжив грати з гуртом під час туру на підтримку альбому "The Black Parade". Незабаром доєднався до них у студію, коли вони записували "Danger Days: The True Lives of the Fabulous Killjoys" та "Conventional Weapons" у 2009-2010 роках.

## Дитинство і юність
Браяр народився у Чикаго, штат Іллінойс, 31 грудня 1979 року. З дитинства почав грати на барабанах, виступаючи у шкільних гуртах. Після закінчення школи Браяр вчився на звукорежисера у Флориді. У 2000 році він почав працювати як звукорежисер у турах з рок-гуртами, зокрема, з The Used і Thrice.

## Музична кар'єра

### My Chemical Romance (2004 – 2010)
Браяр познайомився із My Chemical Romance, коли вони були у турі разом із гуртом The Used у 2004. Після туру MCR у Японії Браяр став їхнім ударником, офіційно замінивши Метта Пелісьє незадовго після релізу другого альбому гурту "Thrree Cheers for Sweet Revenge" (2004).
Браяр знімався в усіх музичних відео для вищезазначеного альбому (окрім першої версії відео "I'm Not Okay (I Promise)"; у другій він вже грав на всіх релізах на підтримку альбому, враховуючи "Life on the Murder Scene" і "¡Venganza!"). Він також брав участь у випуску третього альбому гурту – концептуальний альбом "The Black Parade" (2006), отримавши схвальні відгуки музичних критиків і двічі ставши платиновим призером у США та Великій Британії. 
Браяр та вокаліст Джерард Уей отримали поранення під час зйомки відео для "Famous Last Words", режисером якого був Семюел Байер (автор кліпів "Smells Like Teen Spirit" гурту Nirvana та пісень альбому "American Idiot" гурту Green Day . Браяр отримав опіки третього ступеня на руках і ногах. Отже, гуртові довелося скасувати їхній виступ на San Diego Street Scene festival. Наслідок опіків — виникнення стафілококової інфекції за місяць після подій, через що йому довелося перебувати у лікарні певний час. MCR скасували ще два концерти туру. Члени гурту попросили вибачення перед фанатами, повідомляючи, що вони "хотіли бути поруч із ним у лікарні весь цей час".
У лютому 2007 року MCR відправилися у The Black Parade World Tour, а вже у листопаді у Браяра з'явилися проблеми із зап'ястям, через що гуртові довелося скасувати концерт у Мені, США. Браяр просив вибачення на сторінці гурту на MySpace, пояснюючи, що в нього були проблеми із зап'ястям "останні кілька років": в нього опухла рука, і він "не може контролювати та відчувати пальці". Барабанщик Піт Парада тимчасово замінив його у турі⁣, але Браяр тим часом, хоч і не міг виступати, все одно не покинув гурт і допомагав їм з піротехнікою, поки не повернувся остаточно для останньої частини туру в січні 2008.
My Chemical Romance повернулися до студії у 2009 році для запису наступного альбому разом із продюсером Бренданом О'Браєном. 31 липня та 1 серпня 2009 року My Chemical Romance зіграли два "таємних" концерти в клубі The Roxy Theater у Лос-Анджелесі. Ці виступи були першими для гурту з того часу, як вони грали на сцені комплексу Madison Square Garden у травні 2008. Тоді ж вперше були зіграні кілька пісень з майбутнього альбому, одна з яких називалася "Death Before Disco" (пізніше перейменована на "Party Poison").
3 березня 2010 року гітарист Френк Аїро оголосив на офіційному сайті, що Браяр покинув гурт: "Чотири тижні тому шляхи My Chemical Romance та Боба Браяра розійшлися. Це рішення було болючим для всіх нас, і його було нелегко прийняти. Ми бажаємо йому всього найкращого в майбутніх прагненнях і очікуємо такого ж і від вас". Однак він не повідомив, чому саме Браяр полишив гурт.

### Пост-MCR (2010 – сьогодення)
У листопаді 2010 року MCR випустили альбом "Danger Days: The True Lives of the Fabulous Killjoys", у якому є п'ять пісень, які грав Браяр, враховуючи сингли "Na Na Na (Na Na Na Na Na Na Na Na Na)" та "The Only Hope for Me Is You".
З жовтня 2012 року по лютий 2013 рік гурт випускав по дві пісні на місяць зі збірки "Conventional Weapons", що була записана у 2009 році ще до Danger Days і того, як Браяр пішов.
2 жовтня 2014 року Браяр оголосив, що більше не займатиметься музикою, а стане рієлтором. У лютому 2015 року (майже за два роки після розпаду My Chemical Romance у 2013 році) Браяр згадав, як лишив гурт, і написав про це у твіттері. Він повідомив, що з того часу, як його "вигнали" у 2010 році, він "став найбільш депресивною, злою, сумною та схильною до самогубства людиною на світі". Тоді ж він висловив зацікавленість у поверненні до музики.
20 липня 2016 року на сторінках гурту у твіттері та фейсбуці було опубліковано відео з прапором, що колихався від вітру, та з фортепіанним інтро "Welcome to the Black Parade", у кінці якого з'явилася таємнича дата "9/23/16". Відео також було опубліковано у ютубі під назвою "MCRX". Це призвело до поширення пліток про можливе повернення гурту. Однак незабаром ця думка була спростована, коли оголосили, що це буде ре-реліз альбому "The Black Parade" під назвою "The Black Parade/Living With Ghosts", що міститиме демоверсії пісень та нові треки.
У вересні 2016 журнал Alternative Press взяли інтерв'ю у Браяра для спеціального випуску MCR Collector's Issue. Це було його перше інтерв'ю з того часу, як він пішов з гурту. Там він ділився спогадами з запису альбому "The Black Parade" та з турів.

## Дискографія
My Chemical Romance
- All I Want for Christmas Is You (2004; кавер)
- Under Pressure (2005; із The Used; кавер на пісню Queen/Девіда Боуї)
- Warped Tour Bootleg Series (2005)
- Life on the Murder Scene (2006)
- The Black Parade (2006)
- Live and Rare (2007)
- AOL Sessions (2007)
- The Black Parade Is Dead! (2008)
- The Black Parade: The B-Sides (2009)
- ¡Venganza! (2009)
- Danger Days: The True Lives of the Fabulous Killjoys (2010; саме ті пісні, де вказано Браяра)
- Conventional Weapons (2012–2013)
- May Death Never Stop You (2014; найкращі хіти)
- The Black Parade/Living with Ghosts (2016; ре-реліз The Black Parade)[34]